# L'Insécurité sociale
L'Insécurité sociale est une revue publiée de 1982 à 1987.
C'est aussi un groupe communiste (pouvant être rattachée au courant Ultra-gauche) composé à l'origine par la majorité des membres de l'ex-groupe Pour une intervention communiste (Jeune Taupe) lors de la dissolution de celui-ci le 14 novembre 1981.

## Histoire
Dans son numéro 0 de janvier 1982, le groupe précise son évolution dans le texte Notre royaume était une prison : « ...Précisons d'abord que nous n'étions plus motivés pour inscrire nos activités dans un groupe portant le sigle pompeux Pour une Intervention Communiste, éditant une revue au titre nébuleux de Jeune Taupe (appartenant à une époque précise, mais aussi comportant des références codées la destinant à un certain milieu). Mais au-delà de ces questions formelles, nous ne souhaitons pas effectuer un replâtrage du PIC, ce qui aurait signifié que nous voulions maintenir une certaine continuité, alors que nous ne reconnaissons plus globalement dans sa plate-forme, son passé et certaines de ses textes d'orientation. Notre évolution impliquait donc notre dissolution.
De plus, force nous est de constater que malgré ses déclarations périodiques sur la mort de l'ultra-gauche, le PIC a continué à situer son action dans le cadre de ce milieu aujourd'hui en pleine déliquescence. Notre dissolution était aussi une nécessité pour opérer une rupture avec de milieu, et donc d'une certaine façon avec notre propre passé... »
Le même numéro 0 comprend un long texte en forme de plate-forme : Axes de réflexion pour l'autonomie prolétarienne. Ce numéro sera en fait le seul à conserver la forme revue. Les numéros suivant paraîtront sous des formes : des feuilles format tracts comprenant de courts textes souvent liés à l'actualité; des brochures approfondissant des questions précises.
Après deux ans de parution et 7 numéros, le groupe connaîtra une crise interne qui conduira à une mise au point dans le texte-circulaire D'une prison... l'autre. Ce texte met en cause la tendance de certains à considérer le groupe comme « un « café du commerce du mal de vivre » où les amateurs de ce style de rapport pouvaient balancer leur monologue » et conduira à une restructuration. Une nouvelle série de l'Insécurité Sociale commencera alors à être publiée.
Différents textes publiés alors par l' Insécurité Sociale (nouvelle série) sont caractéristiques de l'évolution du groupe :
- La politique et la langue anglaise[2] de George Orwell, publié pour la première fois en français, caractéristique non seulement de l'intérêt porté à Orwell mais également de la critique faite alors du langage politique journalistique ou autre ;
- Communisme, éléments de réflexion, réédité par d'autres groupes dans différents pays. Ce texte tentait de se poser au minimum la question de ce que signifiait l'aspiration au communisme dont se réclamait le groupe.

Cette réflexion était illustrée par des citations de différents auteurs jusque-là peu considérés dans l'ultra-gauche : Moses Hess, Gerard Winstanley (cf. l'article Bêcheux), William Morris. Ces références reflètent en partie les liens existant alors entre l'Insécurité Sociale et Adam Buick alors éditeur de Socialisme Mondial, journal francophone du Socialist Party of Great Britain (SPGB). Les quelques contacts parisiens de Socialisme Mondial participeront d'ailleurs plus ou moins régulièrement aux réunions et à l'activité de l'Insécurité Sociale. Ces contacts déboucheront sur la mise sur pied d'un éphémère cercle de discussion auquel participeront également divers individus dont Maximilien Rubel.
- Des traductions de textes écrits au USA dans le milieu tournant autour du journal The Fifth Estate, en particulier ceux écrits par Fredy Perlman.

Au bout de 5 ans, l'Insécurité Sociale disparaît pour former le groupe/revue Interrogations (sous-titré « Pour la communauté humaine »).